# Federico Riu
Federico Riu Farré (Lérida, 14 de mayo de 1925 - Caracas, 9 de diciembre de 1985) fue un filósofo y profesor universitario venezolano de origen español.

## Carrera
Riu nació en España, donde trabajó desde temprano como profesor en un pequeño pueblo de su provincia. Emigró a Venezuela en 1947 y se convirtió en ciudadano venezolano en 1954. En Caracas, Riu estudió filosofía en la Universidad Central de Venezuela, y se ganó una beca para estudiar en Europa luego de recibir el mayor puntaje en su clase. Se fue a la Universidad de Freiburg, donde asistió a las clases de Martin Heidegger y de Eugen Fink. Enseñó filosofía en la Universidad Central de Venezuela desde 1956 hasta 1980, y se convirtió en el director del Departamento en dos ocasiones. Trabajó también como Decano de la Escuela de Humanidades. Desde 1987, un premio bienal en su honor premia a los mejores ensayos filosóficos escritos en Venezuela.

## Obras
- Ontología del siglo XX: Husserl, Hartmann, Heidegger y Sartre (Universidad Central de Venezuela: Caracas 1966).
- Historia y totalidad: el concepto de reificación en Lukács (Monte Ávila: Caracas 1968).
- Ensayos sobre Sartre (Monte Ávila: Caracas 1968).
- Tres fundamentaciones del marxismo (Monte Ávila: Caracas 1976). ISBN 978-980-01-1005-8
- Usos y abusos del concepto de alienación (Monte Ávila, Caracas 1981).
- Vida e historia de Ortega y Gasset (Monte Ávila: Caracas 1985). ISBN 978-980-01-0003-5
- Obras completas (Monte Ávila: Caracas 1997) ISBN 980-01-1005-4
- Ensayos sobre la técnica en Ortega, Heidegger, García Bacca, Mayz (Barcelona: Antrhopos 2010).